# シャックルフォード郡 (テキサス州)
シャックルフォード郡（シャックルフォードぐん、英: Shackelford County）は、アメリカ合衆国テキサス州の中央部北に位置する郡である。2010年国勢調査での人口は3,378人であり、2000年の3,302人から2.3%増加した。郡庁所在地はオールバニ市（人口2,034人）であり、同郡で人口最大の町でもある。シャックルフォード郡は近接するテイラー郡の郡庁所在地アビリーン市からは北東に位置している。シャックルフォード郡は1874年に設立され、郡名は、バージニア州の医者であり、テキサス革命では自費で兵士に装備を備えさせたジョン・シャックルフォード博士に因んで名付けられた。シャックルフォードは兵士に赤い制服を着せたので、その部隊は「シャックルフォード・レッド」と呼ばれるようになった。1867年に設立された歴史あるグリフィン砦が郡内にある。
毎年6月最後の2週末、オールバニのプレーリー劇場で、シャックルフォード郡民が演出するウェスタン・ミュージカルの「フォートグリフィン・ファンダングル」が開催されている。プログラムは毎年変わっている。1938年に始まり、「テキサス最古の屋外ミュージカル」と言われている。

## 地理
アメリカ合衆国国勢調査局に拠れば、郡域全面積は916平方マイル (2,372 km2)であり、このうち陸地914平方マイル (2,367 km2)、水域は2平方マイル (5 km2)で水域率は0.17%である。

### 主要高規格道路
- アメリカ国道180号線
- アメリカ国道283号線
- テキサス州道6号線
- テキサス州道351号線

### 隣接する郡
- スロックモートン郡 - 北
- スティーブンズ郡 - 東
- イーストランド郡 - 南東
- キャラハン郡 - 南
- ジョーンズ郡 - 西
- ハスケル郡 - 北西

## 教育
郡の教育は下記の教育学区が管轄している。
- ルーダーズ・アボカ独立教育学区
- オールバニ独立教育学区
- モラン独立教育学区

## 人口動態
以下は2000年の国勢調査による人口統計データである。
| 基礎データ - 人口: 3,302人 - 世帯数: 1,300 世帯 - 家族数: 941 家族 - 人口密度: 1人/km2（4人/mi2） - 住居数: 1,613軒 - 住居密度: 1軒/km2（2軒/mi2） 人種別人口構成 - 白人: 94.22% - アフリカン・アメリカン: 0.48% - ネイティブ・アメリカン: 0.42% - その他の人種: 4.24% - 混血: 0.46% - ヒスパニック・ラテン系: 7.60% 年齢別人口構成 - 18歳未満: 26.7% - 18-24歳: 6.0% - 25-44歳: 24.8% - 45-64歳: 24.3% - 65歳以上: 18.2% - 年齢の中央値: 40歳 - 性比（女性100人あたり男性の人口） - 総人口: 90.1 - 18歳以上: 85.5 | 世帯と家族（対世帯数） - 18歳未満の子供がいる: 32.8% - 結婚・同居している夫婦: 60.9% - 未婚・離婚・死別女性が世帯主: 8.7% - 非家族世帯: 27.6% - 単身世帯: 26.2% - 65歳以上の老人1人暮らし: 14.6% - 平均構成人数 - 世帯: 2.49人 - 家族: 3.02人 収入と家計 - 収入の中央値 - 世帯: 30,479米ドル - 家族: 38,447米ドル - 性別 - 男性: 26,953米ドル - 女性: 19,766米ドル - 人口1人あたり収入: 16,341米ドル - 貧困線以下 - 対人口: 13.6% - 対家族数: 10.9% - 18歳未満: 15.8% - 65歳以上: 16.9% |

## 都市と町
- オールバニ - 郡庁所在地
- ルーダーズ、大半はジョーンズ郡内
- モラン